# Berna (rete tranviaria di Madrid)
Berna è una stazione della linea ML2 della rete tranviaria di Madrid.
Si trova sotto la Avenida del Talgo, in prossimità della via da cui prende il nome, al confine tra Pozuelo de Alarcón e Madrid.

## Storia
È stata inaugurata il 27 luglio 2007 insieme al primo tratto della linea.